# Монастирок (Львівський район)
Монастиро́к — село в Україні, у Львівському районі Львівської області. Населення становить 982 особи. Орган місцевого самоврядування — Добросинсько-Магерівська сільська рада.
Село складається з наступних присілків:Дзюньки, Лужок, Дороші, Ковалі, Рудники, Заглина.
Найближчі села: Замок, Кам'яна Гора, Висіч, Дубрівка

## Історія
Село Монастирок раніше також називалось Рудою Монастирською.
«Географічний словник Королівства Польського та інших земель слов'янських» так описує село Монастирок:
|  | Монастирок ((пол.) Manastyrek, Ruda Manastyrska) — село в Равському повіті, 8 км на південь від повітового суду в Раві-Руській, 7 км на північний-схід від пошти в Магерові. На північ лежить Кам'янка-Старе Село, на схід Руда Магерівська, на південь Кам'яна Гора і Біла, на захід Улицько-Середкевич. Серединою території пливе з південного-заходу на північний-схід потік Мельничне, який зветься далі за течією Мощана, притока Рати. Село складається з частин: Доберки, Глиник, Головків (з фільварком), Мілків Кут. На північний-захід лежить ліс Головка (висота 334 м). Власність більша має орної ріллі 1078, лугів і городів 124, пасовищ 72, лісу 1465 моргів; власність менша має орної ріллі 2200, лугів і городів 214, пасовищ 332, лісу 89 моргів. В 1880 році було 777 жителів в гміні, 19 на території двору. (37 римо-католиків, решта греко-католики). Парафія римо-католицька в Магерові, греко-католицька на місці (Руда Монастирська), потелицького деканату, перемишльської дієцезії. До парафії належать Замок і Погарище. В селі є дерев'яна церква, збудована в 1782 році. Був тут колись василіанський монастир. |

Село Монастирок належало до Равського повіту. На 01.01.1939 в селі проживало 1180 мешканців, з них 1140 українців-грекокатоликів, 30 українців-римокатоликів і 10 євреїв.

## Відомі люди
У селі похований український письменник та громадський діяч Лесь Мартович.
- Коваль Олег Андрійович (1991 - 20.12.2022) - солдат 128-ої ОГШБ, загинув в районі с. Підгородне, Бахмутського району, Донецької області. Поховали захисника в с. Монастирок.